# Шафар, Виталий Петрович
Виталий Петрович Шафар — украинский легкоатлет, который специализируется в марафоне. На олимпийских играх 2012 года занял 29-е место с результатом 2:16.36. 
Бронзовый призёр Белоцерковского марафона 2011 года с результатом 2:15.20.
Личный рекорд в марафоне — 2:09.37 (4-е место Бостонский марафон 2014).

## Сезон 2014 года
21 апреля занял 4-е место на Бостонском марафоне с результатом 2:09.37.